# 山本次郎
山本 次郎（やまもと じろう、1931年9月 - ）は三代目山口組田岡一雄の若衆で元山次組組長。「殺しの次郎」の異名を持つ武闘派だったが、中野文門や福田赳夫などと親交があった。
山次組解散後は、山本洗心塾を主宰。兵庫県宝塚市の山中に自費で宝塚地蔵園を作り、「現代の日本人が忘れてしまった、親子、家族の絆、義理人情、意地、助け合いの精神など本来の日本人のあり方」を説いている。
たまに新年の年、山本次郎と関わった人や山本次郎の親戚が集まって会を開いている。

## 著書
- 「むちゃもん 山口組・田岡一雄三代目に盃を返した元直参組長の回想録」（宝島社）